# ○△□ (絵画)
「○△□」（まるさんかくしかく）は、仙厓義梵による禅画である。「□△○」（しかくさんかくまる）と表記されることもあり、また英語圏などでは"The Universe"（「宇宙」、うちゅう）というタイトルで呼ばれることもある。1819年から1828年頃に描かれたと推測される。出光美術館に所蔵されている。極めて単純な構成でありながらさまざまな解釈が可能な絵画であり、「仙厓が残した最もミステリアスな作品」と呼ばれている。

## 内容
紙の上に、右側から図形の「○」（円）と「△」（三角形）と「□」（四角形）だけを墨で描いた、非常に単純な構成の絵である。「□」が一番淡い色で描かれており、右側の「○」の墨が一番濃い。大きさは縦が28.4センチメートル、横幅が48.1センチメートルである。掛幅装である。
紙の左端には、仙厓が住職をつとめ、日本で最初の禅寺と言われている博多の聖福寺を示す「扶桑最初禅窟」という文字が書かれており、画家である「仙厓」の落款もある。仙厓の絵においては通常、画に賛文がついており、これが解釈の上で重要視されているが、「○△□」にはついていない。
仙厓が70代の頃に使っていた達磨型印が捺されているため、1819年から1828年頃の作品であると考えられている。出光美術館が所蔵している。

## 作品名
通常「○△□」と呼ばれており、これは落款が左にあることから、右方向から図形を並べて題名としているものである。しかしながら、墨のにじみ方からすると落款のある側から「□」「△」「○」の順に描いたのではないかとも推測され、このため「○△□」という題名が適切であるのかについては疑義も提示されている。仙厓の描いた順番に従い、「□△○」とすべきであるという見解もある。画題を仙厓の視点で描いた宇宙であると考え、とくに英語圏などでは"The Universe"（「宇宙」、うちゅう）というタイトルで呼ぶこともある。このタイトルは鈴木大拙などの解釈にそったものである。

## 評価
単純な図形のみで構成されており、「他には類例もなく、それだけにユニークで仙厓を代表する作品」であると言われているが、一方で賛文がないため仙厓の絵の中では最も難解でミステリアスな作品であるとも評されている。日本の禅画における「唯一無二」の作品であり、謎めいてはいるものの「仙厓思想の本質を探る糸口」となる絵画として重視されている。単純であるにもかかわらず難解であるため、「現代のコンセプチュアル・アートにも通じる江戸時代の抽象画作品」とも言われる。
欧米の展覧会で展示されたことがあり、仙厓の作品の中でもこの絵は来訪者に人気があったという。1961年から世界中を巡回した「仙厓巡回展」では、この絵が一部の巡回展でパンフレットの表紙に使用され、注目された。
本作に関しては極めて多くの解釈がある。この3つの図形は宇宙そのものを表しているのではないかとか、密教における三密を示しているのではないかとか、仏教における五大あるいは六大の水・火・土を示しているのではないかとか、禅宗・真言宗・天台宗の三宗を表しているのではないかとか、仏教、道教、儒教の三教一致あるいは儒教、仏教、神道の三教合一を表しているのではないかなどの解釈が提示されている。

### 宇宙
鈴木大拙はこの作品について、「○」は無限、「△」は「すべての形体の初め」、「□」は△を2つ重ねたものであり、「この二重過程は、無限に続き、無数の事象が生じる」と述べ、本作は「仙厓の描いた宇宙」だと解釈した。この解釈においては、「それ以上に深い寓意を考える必要がない」とされる。

### 三密
仙厓は書簡で、悟りに達することができていない自分のことを「三角」と呼んでおり、三密を全うした状況を円に見立てて自らその状態を目指すことを述べており、こうした仙厓の哲学が「○△□」に反映されていると考える解釈もある。この解釈に基づいて考えると、「○△□」は「至高至大な世界を円相図によって描こうとする」試みである。中山喜一朗によると、こうした仙厓の他の著作を参照し、三密との関連性でこの絵を考えるのが「最も一般的」な解釈である。

### 五大あるいは六大

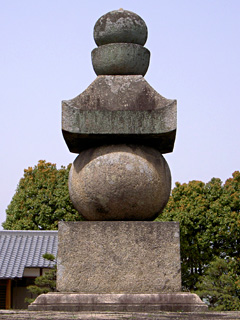
五輪塔

『大日経』には地、水、火、風、空の五大に関する記述があり、空海はこれに「識」を加え、『即身成仏義』で地、水、火、風、空、識の6つを宇宙の要素である六大として考えた。五大は四角い地輪（□）、丸い水輪（○）、三角形の火輪（△）、半円形の風輪、宝珠形の空輪を組み合わせた五輪塔として図形化されており、下三段は△、○、□が入る。仙厓は六大の考え方に影響を受け、1830年に81歳で描いた「三徳宝図」ではもともとの五大の図形を少し変更して地と水を□、火を△、風を半円、空を宝珠、識を○で表している。「○△□」はこの考え方を表した絵ではないかとも言われている。

### 三宗
近世日本の仏教においては禅宗・真言宗・天台宗の三宗を同等とする考え方があり、この絵もそれを表しているのではないかという説がある。ただしどれがどの図形に対応しているかはあまりはっきりしない。

### 三教一致（仏教、道教、儒教）
仏教、道教、儒教の三教について、根源がひとつだと考える三教一致の考え方は中国で発生して日本の禅宗にも影響力を及ぼしたため、この考え方を反映した絵ではないかという解釈もある。ただし上記の三宗の解釈と同様、どの図形が何であるのかははっきりしない。

### 三教合一（儒教、仏教、神道）
儒教、仏教、神道の三教の根源がひとつだという考え方は、近世日本の禅において大きな影響力を持つ考え方であり、「三教」という言葉が中国のように仏教、道教、儒教ではなく儒教、仏教、神道を指す言葉として用いられていたこともある。著名な僧侶であり禅画家である白隠慧鶴も三教の根源に深い関心を寄せていた。白隠の弟子である東嶺円慈が描いた「神儒仏三法合図」にも同じ種類の図形が含まれており、この絵画から影響を受けているとすると「○△□」も三教合一が主題の絵であると解釈できる。泉武夫は仙厓が「三徳宝図」でこの考え方に触れていることをもとに、この解釈を主張している。

### それ以外
古田紹欽は寿老人、大黒、えびすの三福神、虎渓三笑の話に出てくる慧遠、陶淵明、陸修静の3名、寒山、拾得、豊干の3人、釈迦、孔子、老子の三聖、3体の仏像を配置する三尊仏などに見立てて解釈することも可能であるが、いずれもこじつけのようであったり、「いえないこともない」程度のものだったりするにすぎないと述べている。
美術史家の辻惟雄は本作を「仙厓の看板みたいなもの」だと述べたことがあり、これを聞いた研究者の中山喜一朗は仙厓が見た者を自らの禅の世界に招き入れる「風呂屋ののれん」のような絵だと指摘している。